# Numen
Numen (en plural numina) es un término en latín para referirse a la «divinidad», «presencia divina» o «voluntad divina». Es un sustantivo neutro abstracto derivado del verbo en latín nuo, -ere («hacer una señal con la cabeza»). De acuerdo con la Real Academia Española, la palabra puede usarse para referirse a cualquier deidad, o a cada uno de los dioses de la mitología clásica.  Se refiere en particular a las deidades romanas, y a sus deseos, su voluntad, su poder. Hasta Cicerón, la palabra aparece siempre acompañando al nombre de un dios, deidad o divinidad (‘numen de Júpiter’, por ejemplo). Posteriormente a nivel poético se convierte en sinónimo de deus.
La palabra numen también se usa para referirse al ingenio poético, como un elemento que inspira al poeta sus composiciones (del mismo modo que las nueve Musas).
El término actualmente se refiere a cada uno de los Dioses de la mitología clásica. Abarca el sentido de lo sacro o sagrado y de inmanencia que había en todos los lugares y objetos para la religión romana. En ocasiones también se llamó numen al Emperador, puesto que en él residía el «sumo poder».
La palabra numen es usada también por los antropólogos y los sociólogos para expresar la idea del poder mágico que hay en un objeto, especialmente cuando se refieren a ideas dentro de la tradición occidental. Usada en este sentido la palabra numen es sinónima de mana, aunque esta palabra es usada en el contexto de las culturas de la Polinesia y el Sureste Asiático. 
El teólogo protestante alemán Rudolf Otto utilizó la palabra numen para describir al ser sagrado supremo a quien todas las religiones tienden a intentar conocer y el que generó el primer sentimiento religioso por medio de experiencias religiosas o hierofanías, y en su obra Das Heilige, "Lo santo", 1917, lo define como una «experiencia no-racional y no-sensorial o un presentimiento cuyo centro principal e inmediato está fuera de la identidad». Aunque el origen de la palabra romana no indica una fase predeística animista basada en el numen/mana en la cultura romana. 
El filósofo español Gustavo Bueno en su obra El animal divino se refiere al numen como el núcleo básico de toda expresión religiosa, desde las más simples a las más complejas. Entiende que hay dos tipos de númenes: los equívocos que poseen una naturaleza distinta a la humana o a la animal y que, a su vez, se subdivide en dos grupos (divinos y demoníacos) y los análogos, aquellos cuya naturaleza se concibe ligada a la humana o animal. Este tipo también se subdivide en dos grupos: los humanos (héroes o semidioses y santos, entre otros) y los zoomorfos (que toman la apariencia de animales totémicos y sagrados). En efecto, muchos dioses antiguos de distintas culturas tienen asociado un animal o toman partes de animal (la lechuza Atenea, el águila Zeus... Los centauros, la Quimera, la Esfinge... El dios egipcio Horus tiene cabeza de halcón; Anubis tiene cabeza de chacal; Bastet tiene cabeza de gato... Algo parecido sucede con el panteón de los dioses hindúes y japoneses del sintoísmo).